# My Bloody Valentine
My Bloody Valentine est un groupe de shoegazing irlandais, originaire de Dublin. Il est composé du guitariste et chanteur/compositeur Kevin Shields, du batteur Colm Ó Cíosóig, de la bassiste Debbie Googe et de la chanteuse et guitariste Bilinda Butcher. Après deux albums, le groupe se sépare en 1997. Il revient officiellement dix ans plus tard et publie un nouvel album en 16 ans, intitulé MBV.

## Biographie

### Origines (1978–1985)
En 1978, Kevin Shields et Colm Ó Cíosóig se rencontrent dans le sud à Dublin. Ils deviennent amis et forment The Complex, un groupe de punk rock aux côtés de Liam Ó Maonlaí, un ami de Ó Cíosóig, originaire de Coláiste Eoin. Après la dissolution de celui-ci, ils décident, en 1983, de former un nouveau groupe. Ils recrutent alors Dave Conway au chant ainsi que sa petite amie Tina Durkin au clavier. Dave suggère quelques noms de groupe comme Burning Peacocks, mais le groupe s'appellera finalement My Bloody Valentine, nom inspiré du film canadien du même nom (intitulé en français Meurtres à la St-Valentin).
Le groupe déménage ensuite aux Pays-Bas après qu'un de leurs proches, Gavin Friday (du groupe The Virgin Prunes) leur donne des contacts pour y faire des concerts. Ils y restent trois mois avant de partir pour Berlin où ils enregistrèrent le mini-album This is Your Bloody Valentine pour le label Tycoon. Le succès n'est malheureusement pas au rendez-vous si bien que le groupe décide de quitter Berlin. Ils finissent par s'installer à Londres au milieu de l'année 1985.

### Débuts à Londres (1985–1988)

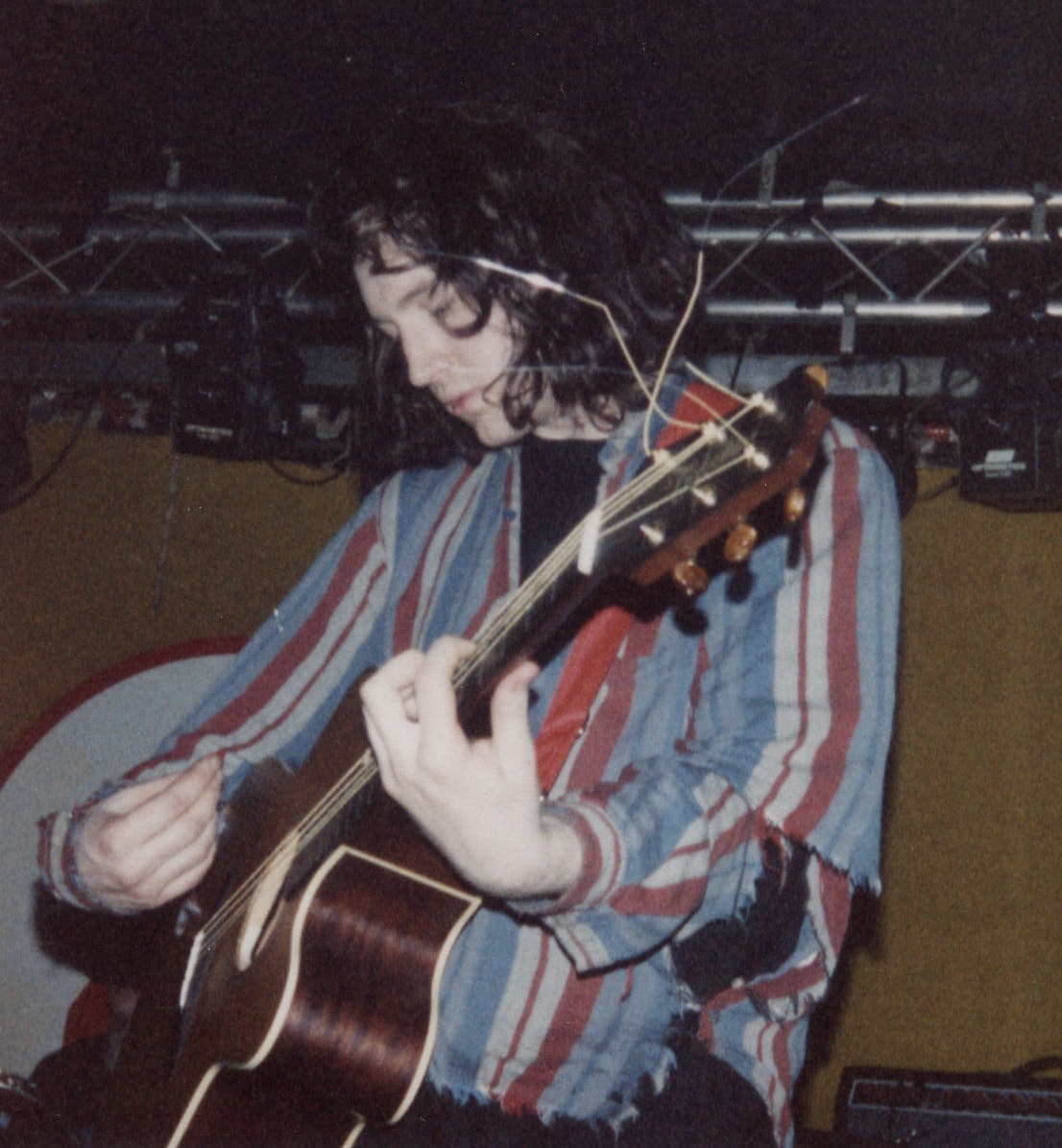
Kevin Shields en concert avec My Bloody Valentine en 1989.

Arrivé à Londres, Tina décide de quitter le groupe. Elle sera remplacée par Debbie Googe, une de ses amies bassistes. Cette nouvelle formation enregistre l'EP Geek (qui sortira en décembre 1985) et commence à faire quelques concerts dans les salles londoniennes. Cependant, l'opus n'aura pas le succès escompté. Le groupe se retrouve donc au point mort (Kevin Shields songe même à rejoindre une partie de sa famille à New York) quand Joe Foster leur propose d'enregistrer un EP pour son label Kaleidoscope Records. Cette collaboration aboutira à The New Record by My Bloody Valentine qui sort au début de l'année 1986 et permet au groupe de faire plus de concerts. Du post-punk/rock gothique des opus précédents, le groupe passe à un son plus axé noise pop influencé par The Jesus and Mary Chain, marquant une première évolution vers son style de prédilection.
Le groupe sortira ensuite Sunny Sundae Smile en février 1987 sur Lazy Records, mais Dave Conway décide d'arrêter l'aventure peu de temps après. Le groupe, qui se retrouve donc sans chanteur, finit par en recruter deux : Bilinda Butcher et Joe Byfield. Ce dernier ne fera finalement pas l'affaire et sera rapidement remercié. L'effectif du groupe se stabilise enfin après le départ de Byfield : Kevin Shields se met au chant pour le remplacer mais reste avant tout le guitariste principal du groupe, Bilinda Butcher est la chanteuse mais apprend également la guitare afin de pouvoir étoffer le son du groupe, Debbie Googe et Colm Ó Cíosóig restent respectivement à la basse et à la batterie. Ce changement d'effectif modifiera profondément la musique de My Bloody Valentine qui gagnera un peu plus de légèreté et une facette plus pop.
Les premières chansons du groupe sous cette nouvelle formation sortent en août 1987, avec le single Strawberry Wine et en novembre 1987, avec le mini-LP Ecstasy. C'est un an plus tard que le groupe franchira un cap avec l'EP You Made Me Realise. Ces nouvelles chansons poseront en effet les bases d'un son nouveau dans le monde du rock, baptisé plus tard shoegazing par un journaliste du magazine NME.

### Creation Records (1988–1996)
Le groupe devient véritablement phare avec la sortie des albums Isn't Anything en 1988, et surtout du singulier Loveless en 1991, sur le label Creation Records. Le succès de My Bloody Valentine est plus critique que commercial (Kevin Shields déclarait même : « Notre musique est trop inconsistante pour être commerciale ») : leur style musical influencera rapidement des nouveaux groupes comme Ride ou Slowdive et l'album Loveless est souvent considéré par beaucoup de spécialistes comme un des albums majeurs du rock indépendant de la fin du XXe siècle.

### Séparation et au-delà (1997–2006)
Après la tournée de l'album, le groupe fait durant un temps quelques apparitions discrètes avant de disparaitre complètement de la circulation. Bien que le groupe ne se soit jamais officiellement séparé, les problèmes auditifs du chanteur Kevin Shields, rendent l'hypothèse d'un nouvel album très improbable.
Depuis l'album Loveless, Kevin Shields s'est fait très rare dans le monde du rock surtout durant les années 1990. Il participe tout de même à la production de quelques groupes dont Primal Scream, The Pastels ou encore Yo La Tengo. En 2003, il participe à la musique originale du film Lost in Translation de Sofia Coppola. Avec la chanson City Girl, extraite du film, Shields publie ainsi sa première composition depuis 12 ans. La chanson Sometimes, extraite de Loveless, fait d'ailleurs également partie de la bande originale. Le reste des travaux de Shields pour la BO du film sont quelques morceaux instrumentaux.
En 2005 puis 2006, Kevin Shields accompagne Patti Smith sur scène pour deux concerts en hommage au photographe Robert Mapplethorpe. Cette rencontre fut immortalisée par un double-album live intitulé The Coral Sea.

### Retour (depuis 2007)

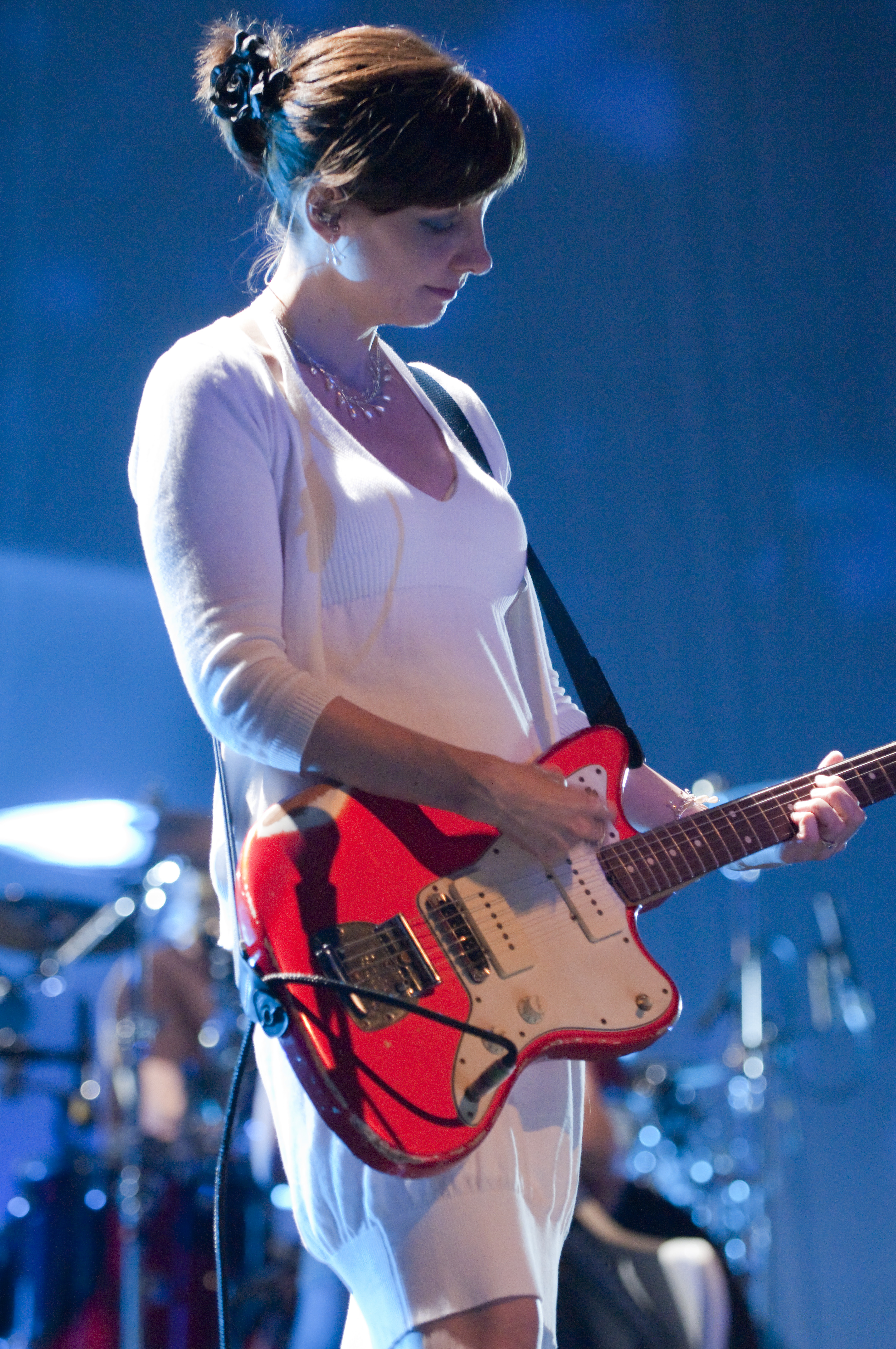
Bilinda Butcher sur scène en 2009.

En août 2007, des rumeurs suggérant le retour de My Bloody Valentine au Coachella Valley Music and Arts Festival d'Indio, en Californie, se répandent. En novembre 2007, Kevin Shields annonce officiellement la reformation du groupe qui se concrétisera en juin 2008 par une tournée en Europe puis au Japon et aux États-Unis. À cette occasion, Kevin Shields a plusieurs fois affirmé qu'un nouvel album de My Bloody Valentine verrait le jour, il s'agirait d'un album inachevé que le groupe avait commencé en 1996. Il ajoute toutefois que le disque pourrait ne pas voir le jour avant un long moment.
My Bloody Valentine commence une longue tournée en automne 2008. Il tourne dans des festivals européens comme le Roskilde Festival de Roskilde, au Danemark, à l'Øyafestivalen d'Oslo, en Norvège, et à l'Electric Picnic de Stradbally, en Irlande, puis au Fuji Rock Festival de Niigata, au Japon. Entre le 19 et le 21 septembre, le groupe participe au festival All Tomorrow's Parties de New York, puis tourne en Amérique du Nord dans des villes comme Chicago, Toronto, Denver, San Francisco, Los Angeles et Austin. Le groupe dépensera pour £200 000 d'équipement pour leur tournée mondiale, la première depuis celle organisée en 1992 en soutien à Loveless. Le 22 septembre 2008, dans un entretien accordé au New York Times, Kevin précise que l'album est resté inachevé car leur maison de disque (il venait de signer chez Island Records) refusait de financer davantage ce disque qui commençait à devenir très coûteux. Il rajoute aussi qu'avec leur récente tournée, ils ont pu s'acheter du matériel qui leur permettra de finir ce projet et aussi d'enregistrer un autre album contenant de nouvelles chansons.
En 2012, le groupe lance une compilation intitulée EP's 1988–1991. En décembre 2012, le groupe annonce sur Facebook la fin du mastering de leur futur album. Puis, le 2 février 2013, paraît un nouvel album intitulé m b v, disponible en vinyle, en CD et en téléchargement sur le site officiel du groupe. L'accueil reçu par cette nouvelle parution est largement favorable. Dans la foulée de l'album, le groupe effectue une tournée qui le conduit en Asie, en Europe, en Australie, au Canada et aux États-Unis, et qui se termine au Hammerstein Ballroom de New York, le 12 novembre 2013, où la première partie est assurée par le groupe de rock alternatif DIIV auquel succède sur scène BP Fallon, artiste et DJ, qui dédie son set sur les platines à Lou Reed, décédé peu de temps auparavant.
Pour cette série de concerts, la claviériste Jen Marco se joint aux musiciens du groupe qui présentent un spectacle dont la set-list demeure généralement inchangée, empruntant aux albums Loveless, Isn't Anything et m b v, ainsi qu'aux EP parus au tournant des années 1980 et 1990. Les spectacles débutent habituellement avec la chanson Sometimes, durant laquelle Colm Ó Cíosóig est à la guitare en compagnie des autres musiciens. Après une prestation reproduisant, avec une puissance décuplée, la complexité sonore des albums, le concert se clôt systématiquement avec You Made Me Realise, ponctuée, en son milieu par une longue improvisation, souvent comparée, par la presse, à l'effet sonore produit par le décollage d'un avion à réaction.

## Style musical
À sa formation, My Bloody Valentine officie du côté du post-punk et du rock gothique, comparable à The Birthday Party, The Cramps ou Joy Division, et mis en lumière par le chanteur David Conway.
À la suite du départ de celui-ci, laissant sa place au chant à Kevin Shields, et à l'arrivée de la guitariste Bilinda Butcher, le style du groupe évolue vers la noise pop, jusqu'à adopter un style à la fois extrême et mélodique qui sera véritablement précurseur d'un nouveau genre que la presse musicale britannique appellera le shoegazing, ou shoegaze. Ce terme est inventé en référence à leur posture scénique, presque immobiles, la tête penchée en avant, concentrés sur leurs instruments et leurs pédales d'effets, comme s'ils regardaient leurs chaussures ; en anglais, shoe signifie « chaussure » et gaze veut dire « regarder ».
Désormais héritière du rock expérimental de Sonic Youth, des mélodies plus bruitistes du groupe The Jesus and Mary Chain ainsi que de la pop des Cocteau Twins, la musique de My Bloody Valentine devient singulière en son genre. Le son est volontairement extrêmement bruitiste, le chant est sous-mixé, les chœurs sont parfois samplés et remanipulés, tels des instruments. Les guitares sont saturées et occupent la majeure partie de l'espace sonore, tandis que la section rythmique alterne les moments de grande puissance et de retenue. Une musique qui surprendra l’auditeur non-averti et qui pourtant propose des mélodies d'une grande qualité, qui se faufilent habilement au travers du mur de son bâti par les guitares et la batterie.
Lors des tournées ayant suivi les deux derniers albums, le groupe, qui jouait à un niveau sonore particulièrement élevé, se lançait à chaque fois dans un torrent ininterrompu de guitares saturées pendant un quart d'heure, sur une seule note, au beau milieu de leur chanson You Made Me Realise.
My Bloody Valentine influencera plusieurs autres groupes de rock alternatif, comme les Smashing Pumpkins, Ride, Slowdive ou les Boo Radleys, ainsi qu'une bonne partie de la scène shoegaze.

## Membres

### Membres actuels
- Kevin Shields – chant, guitare, sampler (1983–1997, depuis 2007)
- Bilinda Butcher – chant, guitare (1987–1997, depuis 2007)
- Colm Ó Cíosóig – batterie, sampler (1983–1995, depuis 2007)
- Debbie Googe – basse (1983–1984, 1985–1995, depuis 2007)

### Musiciens de tournée
- Jen Macro – claviers, guitare (depuis 2013)
- Anna Quimby – flute (1991–1992)

### Anciens membres
- David Conway – chant (1983–1987)
- Tina Durkin – claviers (1984–1985)
- Stephen Ivers – guitare (1983–1984)
- Paul Murtagh – basse (1983–1984)
- Mark Ross – basse (1983)

## Discographie

### Albums studio
- 1988 : Isn't Anything
- 1991 : Loveless
- 2013 : m b v

### Mini albums (EP)
- 1985 : This is Your Bloody Valentine
- 1987 : Ecstacy EP

### Compilations
- 1989 : Ecstasy and Wine
- 2012 : EP's 1988–1991

### EP
- 1985 : Geek
- 1986 : The New Record by My Bloody Valentine
- 1987 : Sunny Sundae Smile
- 1987 : Strawberry Wine
- 1988 : You Made Me Realise
- 1988 : Feed Me With Your Kiss
- 1990 : Glider
- 1991 : Tremolo